# لينورا برانش فولاني
لينورا برانش فولاني (بالإنجليزية: Lenora Fulani)‏ (25 أبريل 1950) هي طبيبة نفسية أمريكية، ومعالجة نفسية، وناشطة سياسية. تعرف فولاني جيدًا بحملاتها الرئاسية وتطوير برامج شبابية تخدم طوائف الأقليات في منطقة مدينة نيويورك. ترأست في الانتخابات الرئاسية الأمريكية عام 1988 تذكرة حزب التحالف الجديد، وأصبحت بذلك أول امرأة وأول امرأة أفريقية أمريكية تصل إلى مراكز الاقتراع في جميع الولايات الخمسين. حصلت على أصوات أكثر للرئاسة في الانتخابات الأمريكية العامة من أي امرأة أخرى حتى جيل ستاين من حزب الخضر الأمريكي في عام 2012. تشمل اهتمامات فولاني السياسية المساواة العرقية، حقوق المثليين، والإصلاح السياسي، وخصوصا تشجيع الأحزاب الثالثة.
عملت فولاني بشكل وثيق منذ عام 1980 مع فرد نيومان، المعالج النفسي والناشط السياسي المقيم في نيويورك والذي كان غالبًا يشغل منصب مدير حملتها الانتخابية. طورت نيومان نظرية وممارسة العلاج الاجتماعي في سبعينيات القرن العشرين، وأسست معهد نيويورك للعلاج الاجتماعي في عام 1977. عملت فولاني، إلى جانب عالم النفس لويس هولزمان، على دمج النهج العلاجي الاجتماعي في البرامج الموجهة للشباب، وأبرزها مشروع «كل النجوم» في مدينة نيويورك، الذي شاركت في تأسيسه في عام 1981.
في عام 1993، انضمت فولاني إلى الناشطين الذين أيدوا روس بيروت رئيسًا للولايات المتحدة في انتخابات عام 1992 الرئاسية في محاولة وطنية لإنشاء حزب جديد مؤيد للإصلاح. في عام 1994، قادت تشكيل لجنة الحزب المستقل الموحد. كانت فولاني لسنوات نشيطة في نهج نيومان لحزب العمال الدولي. ومنذ ذلك الحين، أصبحت نشطة مع حزب الاستقلال في نيويورك.

## النشأة
ولدت فولاني في عام 1950 في تشيستر، بنسلفانيا، وهي الابنة الصغرى لبيرل، الممرضة مسجلة، وشارلز برانش، الذي كان يعمل حامل أمتعة على خط السكك الحديدية. توفي والدها بسبب الالتهاب الرئوي عندما كانت في الثانية عشرة. عندما كانت في سن المراهقة في تشيستر في الستينات، كانت فولاني ناشطة في كنيستها المعمدانية المحلية، حيث كانت تعزف البيانو للجوقة. تخرجت فولاني من مدرسة تشيستر الثانوية.
في عام 1967، حصلت فولاني على منحة دراسية للدراسة في جامعة هوفسترا في نيويورك. تخرجت في عام 1971، ثم حصلت على درجة الماجستير من كلية تيتشرز بجامعة كولومبيا في أواخر السبعينيات، وحصلت على درجة الدكتوراه في علم النفس التنموي من جامعة مدينة نيويورك. كانت فولاني باحثة ضيفة في جامعة روكفيلر بين عامي 1973 و1977، إذ عملت على كيفية تفاعل التعليم والبيئة الاجتماعية مع الشباب الأفريقي الأمريكي.
في الكلية، خاضت في عملها ضمن السياسات القومية السوداء، إلى جانب زوجها ريتشارد آنذاك. تبنى كلاهما اسم فولاني «الشعب الغربي الأفريقي» كاسم عائلة عندما تزوجا في مراسم تقليدية في غرب أفريقيا. أثناء دراستها في جامعة المدينة، أصبحت فولاني مهتمة بعمل فريد نيومان ولويس هولزمان، اللذان شكلا مؤخرا معهد نيويورك للبحث والعلاج الاجتماعي. درست فولاني في المعهد في أوائل الثمانينات.

## السياسات الانتخابية
كانت فولاني نشيطة في حزب التحالف الجديد المستقل الذي أسسه نيومان، وأثار ظهورها كمتحدث رسمي الكثير من الجدل. في عام 1982، ترشحت فولاني لمنصب نائب محافظ نيويورك على بطاقة برنامج الحماية الوطنية. خاضت أيضًا في حزب العمال المستقل (يقول البعض أن ذلك كان سرًا) وتحالف قوس قزح، وغير ذلك من المجموعات المتحولة التي قادها نيومان.[بحاجة لمصدر]
ساعدت في انتساب المرشح الرئاسي عن خطة العمل الوطنية في عام 1984 دينيس إل. سيريت، وهو ناشط نقابي أميركي من أصل أفريقي. على الرغم من أنه كان منخرطًا مع الحزب لسنوات، إلا أن سيريت غادر وأصدر تقارير نقدية لما وصفه بالعملية الطقسية.